# Lauren Cox (nuotatrice)
Lauren Cox (Leamington Spa, 27 novembre 2001) è una nuotatrice britannica.

## Carriera
Specializzata nel dorso, nel 2023 ha vinto la medaglia di bronzo nei 50m dorso ai Mondiali di Fukuoka.

## Palmarès
- Mondiali

Fukuoka 2023: bronzo nei 50m dorso.
- Europei

Roma 2022: bronzo nella 4x100m misti mista.
- Giochi del Commonwealth

Birmingham 2022: bronzo nella 4x100m misti e nella 4x100m misti mista.
- Europei giovanili

Helsinki 2018: argento nei 50m dorso.